# 卡兹 (俄罗斯)
卡兹（羅馬化：Kaz）是俄罗斯克麦罗沃州的市级镇，属塔什塔戈尔区，位于鄂毕河流域内捷利别斯河支流卡兹河畔，地处克麦罗沃州南部，在区行政中心塔什塔戈尔西北、州府克麦罗沃东南方。
该地2021年人口有3,897人；2010年人口4,623；2002年人口4,977；1989年人口5,218。